# Drymarchon couperi
Espèce
Synonymes
- Coluber couperi Holbrook, 1842
- Drymarchon kolpobasileus Krysko, Granatosky, Nuñez & Smith, 2016

Statut de conservation UICN

 LC  : Préoccupation mineure
Drymarchon couperi ou serpent indigo est une espèce de serpents de la famille des Colubridae.

## Répartition
Cette espèce est endémique des États-Unis. Elle se rencontre en Floride et dans le Sud de la Géorgie.

## Description
Drymarchon couperi est considéré comme le plus grand serpent d'Amérique du Nord. Il peut atteindre jusqu'à 260 cm mais en général les mâles mesurent entre 210 et 230 cm et les femelles entre 160 et 180 cm. Son dos est noir-violacé avec des reflets iridescents en pleine lumière.
Cette espèce est immunisée contre le venin des autres serpents notamment les crotales.

## Étymologie
Cette espèce est nommée en l'honneur de James Hamilton Couper (en) (1794-1866).

## Publication originale
- Holbrook, 1838 : North American Herpetology, or Description of the Reptiles Inhabiting the United States, vol. 3, p. 1-122 (texte intégral).